# Кочетков, Александр Степанович
Алекса́ндр Степа́нович Кочетко́в (7 августа 1927 — 11 сентября 1997, Москва) — советский оператор документального кино. Народный артист РСФСР (1982), лауреат Ленинской (1978) и Государственной премии СССР (1976).

## Биография
Родился 7 августа 1927 года. В 1949 году окончил Всероссийский государственный институт кинематографии имени С. А. Герасимова. Работать начал под руководством А. П. Довженко. С 1949 года на ЦСДФ. Производил съёмки на 6 материках, Северном и Южном полюсах. Участник первой советской антарктической экспедиции. Выступал в своих фильмах и как сценарист. С 1978 года преподавал во ВГИКе, с 1991 года вёл мастерскую документального кино и телевидения. Профессор (1982).
Автор сюжетов для кинопериодики: «Альманах кинопутешествий», «Москва», «Новости дня», «Пионерия», «По Советскому Союзу», «Советский спорт», «Советское кино» и другой.
Член КПСС c 1961 года, член Союза кинематографистов СССР.
Умер 11 сентября 1997 года. Похоронен в Москве на Преображенском кладбище.

### Семья
- жена — Валентина Алексеевна Ушакова (1925—2012), актриса;

- сын — Александр Александрович Кочетков (род. 1959), оператор;
- сын — Алексей Александрович Кочетков (1962—2010), оператор.

## Фильмография
Оператор
- 1949 — 30 лет советского кино (совм. с группой операторов)
- 1949 —  Животноводы Подмосковья (совм. с Г. Гибером)
- 1953 — В Домбайской долине (совм. с Н. Генераловым, В. Комаровым, Г. Серовым, В. Фроленко)
- 1953 — В плавнях Каспия (совм. с А. Воронцовым)
- 1953 — Великое прощание (совм. с группой операторов)
- 1954 — 376 дней на дрейфующей льдине (совм. с Л. Котляренко, Е. Яцуном, Н. Соловьёвым)[7]
- 1954 — Остров Сахалин (совм. с Л. Панкиным, Н. Шмаковым, И. Гутманом, Г. Серовым)
- 1955 — Миссия доброй воли (совм. с группой операторов)[8]
- 1955 — Югославская парламентская делегация в СССР (совм. с Н. Вихиревым, П. Касаткиным, Н. Шмаковым)[9]
- 1956 — В стране вечных льдов (совм. с В. Ешуриным)[10]
- 1957 — Огни Мирного[11]
- 1957 — Первые советские спутники Земли (совм. с О. Арцеуловым, И. Канаевым, О. Лебединским, Н. Лыткиным, В. Микошей)
- 1958 — Повесть о пингвинах[12]
- 1959 — Всесоюзное совещание энергостроителей (совм. с Е. Яцуном)[13]
- 1959 — Они отправляются в путь (совм. с С. Коганом, Г. Серовым, В. Трошкиным)[14]
- 1960 — Встречи на льду (совм. с В. Киселёвым, О. Сугинтом, И. Греком)[15]
- 1960 — На склонах горы Кохта (совм. с В. Копалиным, Е. Федяевым)[16]
- 1960 — О чём не рассказал комментатор (совм. с В. Копалиным)[17]
- 1961 — Друзья из Вьетнама (совм. с И. Грачёвым, К. Ряшенцевым, В. Цитроном)[18]
- 1961 — К жизни большой[19]
- 1961 — Первый рейс к звёздам (совм. с группой операторов)
- 1961 — Рассказ о дружбе (совм. с К. Ряшенцевым, В. Микошей)
- 1961 — Рождение песни (совм. с К. Кыдыралиевым, Л. Панкиным)
- 1962 — Закон подлости (совм. с Н. Генераловым, В. Ходяковым)
- 1962 — Командир полка (совм. с А. Истоминым, В. Копалиным, Н. Соловьёвым)[20]
- 1962 — Набат мира (совм. с группой операторов)[21]
- 1962 — Человек начинает жить[22]
- 1962 — Юные ленинцы (совм. с Г. Серовым, И. Грачёвым)
- 1963 — Когда торжествует зима (совм. с С. Медынским)
- 1963 — На старте миллионы (совм. с группой операторов)
- 1963 — Рассказы о Танганьике (совм. с И. Бессарабовым)
- 1963 — Русское чудо (совм. с группой операторов)
- 1963 — Утро Республики Гана
- 1963 — Это моя земля (совм. с А. Видугирисом, И. Моргачёвым)
- 1964 — Кинозвёзды из Серенгети (совм. с И. Бессарабовым)
- 1964 — Это Занзибар (совм. с В. Комаровым)
- 1965 — Визит дружбы (совм. с П. Опрышко)
- 1965 — Вот компания какая (совм. с В. Киселёвым)[23]
- 1965 — Товарищи по оружию (совм. с В. Киселёвым, В. Микошей)
- 1966 — Занавес не закрывается (совм. с А. Зенякиным)
- 1966 — Мир без игры (совм. с З. Громовой, Л. Котляренко)
- 1966 — Три Андрея
- 1966 — Хоккей—66 (совм. с  В. Киселёвым)
- 1967 — Встречи на земле Франции (совм. с И. Филатовым)
- 1967 — Молодые художники (совм. с А. Зенякиным)
- 1967 — Москва, Москва! (совм. с В. Киселёвым, В. Микошей)[24]
- 1967 — Письмо нашло адресата
- 1967 — Хоккей. Вена–67 (совм. с С. Киселёвым, Е. Федяевым)
- 1968 — Визит А. Н. Косыгина в Иран (совм. с А. Истоминым)
- 1968 — Время жить! (совм. с В. Киселёвым, В. Байковым, Н. Генераловым, Г. Серовым, В. Усановым)
- 1968 — Время шагает с нами (совм. с В. Киселёвым)
- 1968 — Здравствуй, София! (совм. с В. Киселёвым)[25]
- 1969 — Велико-Тырново (совм. с В. Киселёвым)
- 1969 — Джакомо Манцу (совм. с А. Зенякиным)
- 1969 — Солдаты мира (совм. с С. Киселёвым, М. Поповой)[26]
- 1970 — Вас приглашает «Интурист»[27]
- 1970 — Внимание — музыка (совм. с Г. Епифанов, В. Киселёвым)[28]
- 1970 — Волжский автомобильный
- 1970 — Город голубых куполов
- 1970 — Тольятти — автоград
- 1972 — Причалы КамАЗа
- 1972 — Пылающий континент (совм. с В. Никоновым)
- 1973 — Визит А. Н. Косыгина в Австрию (совм. с В. Усановым)
- 1973 — Золотой юбилей Союза ССР (совм. с группой операторов)
- 1973 — Сегодня и ежедневно (совм. с О. Воиновым)
- 1974 — Во имя мира и прогресса (совм. с В. Киселёвым)[29]
- 1974 — Германской Демократической Республике 25 лет (совм. с И. Филатовым)
- 1974 — Праздник финских коммунистов (совм. с И. Филатовым)
- 1974 — СССР — США: диалог во имя мира (совм. с И. Бганцевым, В. Грезиным, С. Киселёвым, В. Микошей, Г. Монгловской, Е. Федяевым)[30]
- 1974 — СССР — Франция. Встреча в Рамбуйе (совм. с И. Филатовым)
- 1974 — Трудные дороги мира (совм. с А. Колошиным, В. Микошей, Г. Серовым)
- 1975 — Визит в СССР премьер-министра Тринидада и Тобаго (совм. с О. Воиновым)
- 1975 — Вы забытыми не станете
- 1976 — Вдохновение (совм. с группой операторов)
- 1976 — На переднем крае мира (совм. с А. Колошиным, В. Микошей)
- 1976 — Повесть о коммунисте
- 1976 — Трудовой праздник ЗИЛа (совм. с группой операторов)
- 1977 — Курсом мира и разрядки. Визит Л. И. Брежнева во Францию (совм. с В. Киселёвым, И. Филатовым)[31]
- 1977 — СССР — Финляндия: добрососедство и сотрудничество (совм. с И. Филатовым)
- 1977 — Я сын твой, Москва (совм. с группой операторов)
- 1978 — Баллада о Человеке[32]
- 1978 — Четыре дня в мае (совм. с А. Истоминым, А. Колошиным, В. Микошей)[33]
- 1979 — Отдать борьбе всего себя[34]
- 1980 — Солдаты народа, солдаты мира
- 1981 — Эхо прошедшей войны
- 1985 — Открытие Антарктиды (совм. с Н. Волковым)[35]
- 1986 — Континент, который принадлежит всем (совм. с Н. Волковым, В. Горбатским)[36]
- 1986 — Михаил Сомов. Хроника спасательной экспедиции (совм. с В. Горбатским)[37]

Режиссёр
- 1958 — Повесть о пингвинах
- 1963 — Рассказы о Танганьике (совм. с И. Бессарабовым)
- 1964 — Кинозвёзды из Серенгети (совм. с И. Бессарабовым)
- 1968 — Здравствуй, София! (совм. с В. Киселёвым)
- 1972 — Причалы КамАЗа
- 1976 — Повесть о коммунисте (совм. с И. Бессарабовым)
- 1977 — Я сын твой, Москва (совм. с И. Бессарабовым)
- 1978 — Баллада о Человеке
- 1978 — На XII чемпионате Европы по лёгкой атлетике (совм. с И. Бессарабовым)
- 1979 — Отдать борьбе всего себя [38]
- 1979 — Слово о недобром юбилее (совм. с И. Бессарабовым)
- 1980 — Визит Президента Республики Индии в СССР
- 1980 — Гость из социалистической Эфиопии
- 1980 — Солдаты народа, солдаты мира
- 1981 — Высокие гости из Танзании
- 1981 — Эхо прошедшей войны
- 1982 — Визит Президента Республики Кипр в СССР
- 1982 — Король Иордании Хусейн Бен Талал в СССР
- 1983 — Визит Н. А. Тихонова в Югославию
- 1983 — Канадские парламентарии в СССР
- 1983 — СССР — ГДР — единству крепнуть
- 1984 — Визит парламентариев Бразилии в СССР
- 1984 — Халхин–Гол: необъявленная война
- 1985 — Открытие Антарктиды
- 1986 — Континент, который принадлежит всем
- 1986 — Михаил Сомов. Хроника спасательной экспедиции
- 1987 — Делегация Польского Сейма в СССР
- 1987 — Доверие, равенство, ответственность. Визит Н. И. Рыжкова в Австрию
- 1987 — Спорт – арена сотрудничества
- 1988 — Диалог. Хроника Московской встречи в верхах
- 1988 — К новой встрече в верхах. Джорж Шульц. Переговоры в Москве
- 1988 — Рабочий визит Джорджа Шульца. Переговоры в Москве
- 1989 — За горизонтом горизонт. Штрихи к портрету академика Трешникова[39]
- 1989 — Никарагуа – Никарагуита
- 1990 — Никарагуа: Февраль — 90[40]

## Награды и премии
- приз ВКФ (1957) — за фильм «Огни Мирного» (1957)[1]
- заслуженный деятель искусств РСФСР (1975)[6]
- Государственная премия СССР (1976) — за фильм «Трудные дороги мира» (1974)[1]
- приз ВКФ и МКФ в Лейпциге (1977) — за фильм «Повесть о коммунисте» (1976)[1]
- Ленинская премия (1978) — за фильм «Повесть о коммунисте» (1976)[1]
- Серебряная медаль имени А. П. Довженко (1981) — за фильм «Солдаты народа, солдаты мира» (1980)[1]
- народный артист РСФСР (1982)[1]